# Stacy Prammanasudh
Stacy Prammanasudh (ur. 23 września 1979) jest amerykańską zawodową golfistką na co dzień grającą w turniejach z cyklu LPGA Tour.

## Życie osobiste
Stacy Prammanasudh jest córką Amerykanki i Tajlandczyka.
Od 2004 jej mężem jest Pete Upton, który w 2007 zastąpił jej ojca w roli jej caddie.  Stacy obecnie mieszka w Tulsie, w stanie Oklahoma.

## Kariera amatorska
Prammanasudh rozpoczęła grę w golfa mając 7 lat.
Jako studentka University of Tulsa Prammanasudh w latach 1999-2001 trzykrotnie triumfowała w Stanford Pepsi Intercollegiate. Również trzykrotnie, od 2000 do 2002, należała do grona Academic All-American, a od 1999 do 2002 była w First-Team All-American.
W 2001 otrzymała wyróżnienie Edith Cummings Munson Golf Award. W trakcie ostatniego roku studiów dotarła do drugiego miejsca w kraju w rankingu golfistek uniwersyteckich z 10-ma wygranymi zdobytymi w czasie studiów.

## Kariera zawodowa
Prammanasudh przeszła na zawodowstwo i rozpoczęła starty na Futures Tour w czerwcu 2002. Jesienią tego roku wzięła udział w kwalifikacjach do LPGA Tour zajmując 24. miejsce co dało jej warunkową kartę tego touru. Sezon 2003 Prammanasudh spędziła grając na obu tourach. Na Futures Tour wygrała dwukrotnie, a dziewięć razy plasowała się w pierwszej dziesiątce. W rezultacie otrzymała wyróżnienie Futures Tour Player of the Year, a co za tym idzie również pełne członkostwo LPGA Tour na nadchodzący sezon.
Pierwsze zwycięstwo na LPGA Tour Prammanasudh zapisała podczas Franklin American Mortgage Championship.
Na kolejne musiała poczekać do 2007 roku, kiedy to wygrała turniej Fields Open in Hawai.
W 2007 była członkinią zwycięskiej amerykańskiej drużyny podczas Solheim Cup zdobywając w trzech meczach dwa punkty.
Podczas ostatniej rundy Honda LPGA Thailand – drugiego turnieju sezonu 2009 – Prammanasudh wynikiem 63 uderzeń (-9) wyrównała swój rekord życiowy jak i rekord pola. Ostatecznie zajęła bardzo dobre 4. miejsce ex aequo.

## Zawodowe wygrane (4)

### LPGA Tour (2)
| Legenda                            |
| ---------------------------------- |
| Wielki szlem (0)                   |
| Pozostałe zwycięstwa LPGA Tour (2) |

| Lp. | Data                | Turniej                                 | Zwycięski wynik       | Końcowa przewaga | 2. miejsce    |
| --- | ------------------- | --------------------------------------- | --------------------- | ---------------- | ------------- |
| 1.  | 1 maja 2005(dts)    | Franklin American Mortgage Championship | -14 (70-70-65-69=274) | 3 uderzenia      | Lorena Ochoa  |
| 2.  | 24 lutego 2007(dts) | Fields Open in Hawai                    | -14 (66-68-68=202)    | 1 uderzenie      | Jee Young Lee |

### Pozostałe (2)
| Lp. | Data                  | Turniej                        | Zwycięski wynik    | Końcowa przewaga | 2. miejsce              |
| --- | --------------------- | ------------------------------ | ------------------ | ---------------- | ----------------------- |
| 1.  | 27 kwietnia 2003(dts) | Frye Chevrolet Futures Classic | -9 (69-69-69=207)  | 4 uderzenia      | Seol-An Jeon, Lisa Hall |
| 2.  | 13 lipca 2003(dts)    | Lincoln Financial Classic      | -10 (67-69-67=203) | 1 uderzenie      | Soo Young Moon          |

## Wyniki w turniejach wielkoszlemowych
| Turniej                    | 2001 | 2002 | 2003 | 2004 | 2005 | 2006 | 2007 | 2008 | 2009 |
| -------------------------- | ---- | ---- | ---- | ---- | ---- | ---- | ---- | ---- | ---- |
| Kraft Nabisco Championship | DNP  | DNP  | DNP  | 13=  | 30=  | 11=  | 5=   | CUT  | CUT  |
| LPGA Championship          | DNP  | DNP  | DNP  | 23=  | 33=  | CUT  | 15=  | 46=  | 49=  |
| U.S. Women's Open          | CUT  | 22=  | CUT  | CUT  | CUT  | 3=   | CUT  | 12   | 57=  |
| Women's British Open       | DNP  | DNP  | DNP  | CUT  | CUT  | CUT  | 16=  | 24=  | 67=  |

| Turniej                    | 2010 |
| -------------------------- | ---- |
| Kraft Nabisco Championship | 48=  |
| LPGA Championship          |      |
| U.S. Women's Open          |      |
| Women's British Open       |      |

DNP = nie brała udziału.

CUT = nie przeszła cuta.

"=" = ex aequo

Zielone tło dla wygranych. Żółte tło dla miejsca w pierwszej dziesiątce.

## Podsumowanie wyników na LPGA Tour
| Sezon | Liczba startów | Zrobione cuty | Wygrane | 2. miejsca | 3. miejsca | Top 10 | Najlepsze miejsce | Zarobki (USD) | Pozycja na liście zarobków | Średnia uderzeń |
| ----- | -------------- | ------------- | ------- | ---------- | ---------- | ------ | ----------------- | ------------- | -------------------------- | --------------- |
| 2001† | 2              | 0             | 0       | 0          | 0          | 0      | CUT               | n/d           | n/d                        | 74,00           |
| 2002  | 2              | 1             | 0       | 0          | 0          | 0      | 22=               | 26.894        | n/d                        | 72,67           |
| 2003  | 3              | 2             | 0       | 0          | 0          | 0      | 11=               | 25.245        | 145                        | 71,33           |
| 2004  | 25             | 21            | 0       | 0          | 1          | 4      | 3                 | 381.333       | 31                         | 71,67           |
| 2005  | 24             | 20            | 1       | 0          | 0          | 2      | 1                 | 347.562       | 37                         | 72,55           |
| 2006  | 27             | 24            | 0       | 1          | 1          | 6      | 2=                | 653.613       | 18                         | 71,08           |
| 2007  | 22             | 20            | 1       | 1          | 1          | 10     | 1                 | 863.045       | 14                         | 71,28           |
| 2008  | 25             | 21            | 0       | 0          | 0          | 4      | 4=                | 470.612       | 35                         | 71,80           |
| 2009  | 22             | 15            | 0       | 0          | 0          | 1      | 4=                | 217.971       | 55                         | 72,64           |

† Gra ze statusem amatora,

## Osiągnięcia w Solheim Cup
| Rok              | Suma meczów | Łączne W-P-R | Pojedynki W-P-R                        | 4somes W-P-R | 4balls W-P-R                                                  | Zdobyte punkty | Skuteczność |
| ---------------- | ----------- | ------------ | -------------------------------------- | ------------ | ------------------------------------------------------------- | -------------- | ----------- |
| W całej karierze | 3           | 1-0-2        | 1-0-0                                  | 0-0-0        | 0-0-2                                                         | 2              | 66,67%      |
| 2007             | 3           | 1-0-2        | 1-0-0 wygr. przeciwko S. Pettersen 2up | 0-0-0        | 0-0-2 remis w parze z A. Stanford, remis w parze z J. Inkster | 2              | 66,67%      |

W-P-R = Wygrane-Przegrane-Remisy